# Senta Crotz dau Mont
Senta Crotz dau Mont (en francès Sainte-Croix-du-Mont) és un municipi francès situat al departament de la Gironda i a la regió de la Nova Aquitània.

## Demografia
| 1962                                       | 1968 | 1975 | 1982 | 1990 | 1999 | 2007 |
| ------------------------------------------ | ---- | ---- | ---- | ---- | ---- | ---- |
| 924                                        | 926  | 846  | 820  | 804  | 844  | 850  |
| Des de 1962: població sense dobles comptes |      |      |      |      |      |      |

## Administració
| Període   | Identitat       | Partit        |
| --------- | --------------- | ------------- |
| 1965-1971 | Alain Biguey    |               |
| 1971-1995 | Camille Brun    |               |
| 1995-2001 | Alain Guiraudon |               |
| 2001-     | Michel Latapy   | Divers gauche |